# Karl Scheufelen
Carl Wilhelm Scheufelen (* 11. Januar 1823 in Ohmden; † 23. März 1902 in Oberlenningen) war ein deutscher Unternehmer. Er war der Gründer der Papierfabrik Scheufelen.

## Leben und Werk

### Der Lehrer

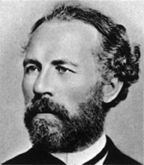
Carl Scheufelen

Der Sohn des Lehrers Johann Georg Scheufelen und dessen Ehefrau Friederike Scheufelen geb. Büchele ergriff denselben Beruf wie sein Vater, er wurde Schullehrer. 1839 legte er die Provisoriatsprüfung ab und wurde in seiner Heimatgemeinde Ohmden als Schulgehilfe angestellt. Einigen im Original erhaltenen Zeugnissen und Gemeinderatsprotokollen kann entnommen werden, dass man mit der Leistung von Scheufelen sehr zufrieden war. Als Beweis für diese Zufriedenheit bewilligte ihm der Gemeinderat 1844 sogar eine Prämie von 5 Gulden und 24 Kreuzern.
1849 ging es nicht nur in Kirchheim politisch sehr lebhaft zu. In der Frankfurter Paulskirche tagte im Zuge der bürgerlichen Märzrevolution 1848 das erste demokratisch gewählte gesamtdeutsche Parlament, die Frankfurter Nationalversammlung. Für den Wahlkreis Nürtingen/Kirchheim war der Nürtinger Rektor Gustav Rümelin als Abgeordneter zur Nationalversammlung entsandt worden. Am 28. Dezember 1848 wurde im Reichsgesetzblatt das Reichsgesetz betreffend die Grundrechte des deutschen Volkes vom 27. Dezember 1848 verkündet, das die Grundrechte mit sofortiger Wirkung für anwendbar erklärte. Dieses Ereignis wurde in Kirchheim am 28. Januar 1849 festlich begangen. Das im März 1849 von der Nationalversammlung beschlossene Gesetz über die Volksbewaffnung wurde in Kirchheim umgesetzt, ein Jugendbanner wurde gebildet und bewaffnet.
Im April und Mai 1849 löste sich die Frankfurter Nationalversammlung im Streit auf. Die verbliebenen Abgeordneten mussten sich nach Stuttgart verlegen und tagten als sogenanntes Rumpfparlament vom 6. Juni bis zur gewaltsamen Auflösung durch württembergisches Militär am 18. Juni 1849 in der Hauptstadt des Königreichs Württemberg. In Kirchheim wurde im Glauben, für die Nationalversammlung eintreten zu müssen, das Jugendbanner alarmiert. Da dessen Anführer erkrankt war, holte man Karl Scheufelen als Stellvertreter. Das Jugendbanner marschierte in einer Art Propagandazug bewaffnet bis nach Wiesensteig und kehrte dann nach Kirchheim zurück. Am nächsten Tag löste sich das Jugendbanner in Ruhe auf und gab Waffen und Munition ab. Auf der Suche nach Verantwortlichen wurde Karl Scheufelen gemaßregelt. In einem Erlass des evangelischen Konsistoriums vom 23. November 1849 eröffnete man dem Unterlehrer, dass er wegen seiner Teilnahme „an dem Kirchheimer Aufruhr“ seiner Dienstverrichtungen enthoben werde. Obwohl er schon am 7. März 1850 rehabilitiert wurde, war dies im Alter von gerade einmal 26 Jahren die große Wende im Leben von Karl Scheufelen. Er hatte kein Vertrauen mehr in den Staat und hätte stets damit rechnen müssen, dass ihm als dem „Gemaßregelten“ ein berufliches Vorwärtskommen erschwert oder verweigert werden würde. Deshalb entschloss er sich, aus dem Staatsdienst auszuscheiden und den Lehrerberuf aufzugeben. Er heiratete 1852 Johanna Christiane Beurlen.

### Der Unternehmer
Scheufelen war sich bewusst, dass er völlig umlernen musste, als er im Herbst 1855 die bereits seit 1773 existierende Papiermühle Oberlenningen aus dem Besitz von Verwandten seiner Frau übernahm und die heruntergekommene Anlage am 15. März 1856 käuflich erwarb. Dort waren damals fünf bis sechs Leute beschäftigt, die Entwicklung litt unter der abseitigen Lage im Lenninger Tal. Das Papier wurde in Handarbeit hergestellt, indem es auf Formen geschöpft und unter einer Presse ausgepresst wurde. Scheufelen entwickelte die Papiermühle betriebstechnisch weiter und stellte mit einer zweiten, bisher ungenutzten Wasserkraft anfangs Pappe und Packpapier her. Die Tagesproduktion belief sich insgesamt auf drei bis vier Zentner. Elf Jahre lang wurde so gearbeitet. Nachdem Scheufelen aber sah, dass in anderen Fabriken Papiermaschinen aufgestellt wurden, war er sich im klaren darüber, dass sich etwas ändern musste. Eine kleinere Rundsieb-Papiermaschine und eine Dampfmaschine wurden gekauft und aufgestellt. Nach weiteren zwölf Jahren konnte sich das inzwischen florierende Unternehmen eine Langsieb-Papiermaschine leisten. Man gab die Fabrikation von Packpapier auf und ging zur Herstellung von besserem, weißem Papier über.
Der Eintritt seiner Söhne Adolf Scheufelen und Heinrich Scheufelen im Jahr 1888 brachte einen gewaltigen Aufschwung. Adolf hatte Chemie und Maschinenbau studiert, Heinrich war zuvor als Kaufmann in großen Papierhandlungen in Wien und Dresden tätig. Der Betrieb stellte ab 1889 Kunstdruckpapier her und wurde damit schnell zum Marktführer.

### Der Eisenbahnpionier
Nach der Übernahme der Geschäftsführung durch seine Söhne zog sich Carl Scheufelen aus dem Unternehmen zurück und widmete seine ganze Kraft der Durchsetzung des Projekts einer Eisenbahnlinie von Kirchheim nach Oberlenningen. Er hatte dabei mit Verständnislosigkeit und Widerstand zu kämpfen, selbst innerhalb der eigenen Familie. Der Landtagsabgeordnete Wilhelm Beurlen, ein Verwandter seiner Frau, stand dem Projekt ablehnend gegenüber. Die noch heute als Teckbahn betriebene Nebenstrecke wurde schließlich am 28. September 1899 eröffnet. Der ehemals gemaßregelte Lehrer und inzwischen mit dem Ehrentitel Kommerzienrat ausgezeichnete Unternehmer hatte anlässlich dieses Ereignisses das Staatsoberhaupt König Wilhelm II. von Württemberg in seinem Haus zu Gast. Für die weitere steile Aufwärtsentwicklung der Papierfabrik Scheufelen war diese Nebenbahn von größter Wichtigkeit.